# Renovatietechnieken voor ondergrondse infrastructuren
Renovatietechnieken voor ondergrondse infrastructuren betreft het geheel aan technieken om ondergronds aangelegde kabels en leidingen te kunnen repareren of vernieuwen. Sinds het begin van de jaren 90 in de 20e eeuw zijn deze technieken in een technische stroomversnelling geraakt en er wordt sindsdien veel geïnnoveerd op dit gebied.
De totale hoeveelheid leidingen in de Nederlandse bodem bedraagt circa 300.000 kilometer. Dit zijn zowel aardgas- als waterleidingen. Al deze leidingen zijn ergens in de toekomst aan het eind van hun functionele levensduur. De totale vervangingswaarde van al deze leidingen is geschat op 60 miljard euro. Omdat dit een onaanvaardbaar bedrag is, wordt er veel geïnvesteerd in het gebruik van sleufloze technieken voor vervanging en reparatie.

## Renovatiemethodes
Er zijn verschillende renovatietechnieken op de markt, die ingezet kunnen worden voor de verschillende soorten leidingen die gebruikt zijn: beton, staal en plastic. Een tweede overweging die gemaakt dient te worden is het gebruikt van de te renoveren leiding. Water-, gas- en elektriciteitsleidingen hebben allen hun specifieke gebruiksvoorwaarden, die overeenkomstig gerenoveerd dienen te worden.
In het proces moet een keuze gemaakt worden tussen drie fasen van ingreep:
- repareren: de pijp wordt slechts plaatselijk aangepast.
- renovatie: de pijp blijft hetzelfde, binnenin wordt echter een nieuwe, kleinere pijp of lining geplaatst.
- vervanging: de pijp wordt volledig vervangen.

Deze drie ingreepniveaus laten zich vertalen in de volgende technieken:
- carbonisering van de binnenkant
- een nieuwe bekleding van de leiding installeren
- complete vervanging

### Carbonisering van de binnenkant (reparatie)
Carbonisering wordt toegepast bij stalen leidingen. Hierbij wordt de goed schoongemaakte binnenwand van de leiding voorzien van een dunne laag spuitbeton. Voordelig zijn de lage kosten van de ingreep, een nadeel is de (minieme) reductie van doorsnede.

### Relining (renovatie)
Bij relining wordt binnenin de bestaande pijp een nieuwe pijp geïnstalleerd. Dit kan een harde pijp zijn, die geperst of getrokken wordt, of een zachte pijp, die eerst ingebracht wordt en daarna zijn uiteindelijke vorm verkrijgt, door verhitting, lucht- of waterdruk.

### Complete vervanging
Complete vervanging vindt normaliter plaats volgens twee principes:
- de oude, kapotte leiding wordt vernield maar blijft in de grond achter, terwijl de nieuwe pijp gelegd wordt.
- de oude, kapotte leiding wordt vernield en wordt in de boormachine gezogen, waarna het door de nieuwe leiding naar de oppervlakte wordt geleid. Met deze methode, 'pipe-eating', is het mogelijk nieuwe leidingen met een grotere diameter aan te leggen.

Omdat deze methode gebruikmaakt van de pipe-jackingtechniek, kan alleen gebruikgemaakt worden van betonnen of steenachtige leidingen.